# AFC (bánh)
AFC là một loại bánh quy cracker do công ty cổ phần Mondelez Kinh Đô phát triển và sản xuất. Bánh có nhiều hương vị khác nhau như: tảo biển, lúa mì, rau cải, bò bít tết, phô mai, cốm, caramel. Được sản xuất tại Việt Nam, loại bánh này không chỉ được tiêu thụ trong nước mà còn được xuất khẩu ra nước ngoài.

## Đóng gói
- Loại túi: 300g
- Loại hộp giấy: 200g[5]
- Loại hộp giây: 100g
- Loại hộp Mini: 60g